# Rachel Levine
Rachel Leland Levine (Wakefield, 28 ottobre 1957) è una funzionaria e medica statunitense ed ex ammiraglio. È stata congedata da Trump (seguendo il suo recente dettato contrario alla permanenza delle persone LGBTQ+ all'interno delle amministrazioni pubbliche e militari). Il suo ricorso è stato rigettato dalla Corte Suprema con la seguente motivazione: "La legge in materia militare viene dal Comandante in Capo, non dal Congresso. Il Presidente può congedare l'ammiraglio a suo piacimento e senza motivo."
Non è dato sapere se questo avverrà anche per le altre sue mansioni pubbliche.
È insegnante di pediatria e psichiatria presso il Penn State College of Medicine e in precedenza è stata medico generale della Pennsylvania dal 2015 al 2017 e segretaria del Dipartimento della salute della Pennsylvania dal 2017 al 2021. Levine è una delle poche funzionarie governative apertamente transgender negli Stati Uniti, e la prima a ricoprire una carica che richiede la conferma del Senato. Il 19 ottobre 2021, Levine è diventataa prima ufficiale a quattro stelle apertamente transgender negli otto servizi in uniforme della nazione.

## Biografia
Nata il 28 ottobre 1957, è originaria di Wakefield, Massachusetts. I suoi genitori, Melvin e Lillian Levine, erano entrambi avvocati. Ha una sorella, Bonnie Levine, di quattro anni più grande. Levine è ebrea ed è cresciuta frequentando la scuola ebraica. Ha conseguito un diploma di scuola superiore presso la Belmont Hill School di Belmont, Massachusetts. 
Levine si è laureata all'Harvard College e alla Tulane University School of Medicine e ha completato una specializzazione in pediatria e psichiatria presso il Mount Sinai Medical Center di Manhattan, New York.
Levine si è quindi trasferita da Manhattan alla Pennsylvania centrale nel 1993, dove è entrata a far parte della facoltà del Penn State College of Medicine e del personale del Penn State Hershey Medical Center. Durante il suo mandato, ha creato la Divisione di Medicina degli adolescenti del Penn State Hershey Medical Center e il programma Penn State Hershey Eating Disorders.

### Dipartimento della salute della Pennsylvania
Nel 2015, Levine è stata nominata dal governatore eletto della Pennsylvania Tom Wolf per la posizione di medico generale della Pennsylvania.. In una delle sue azioni più lodate come medico generale, Levine ha firmato un ordine che consente alle forze dell'ordine di trasportare il farmaco anti-overdose naloxone. In meno di un anno, questa politica ha salvato quasi 1.000 vite nello Stato. 

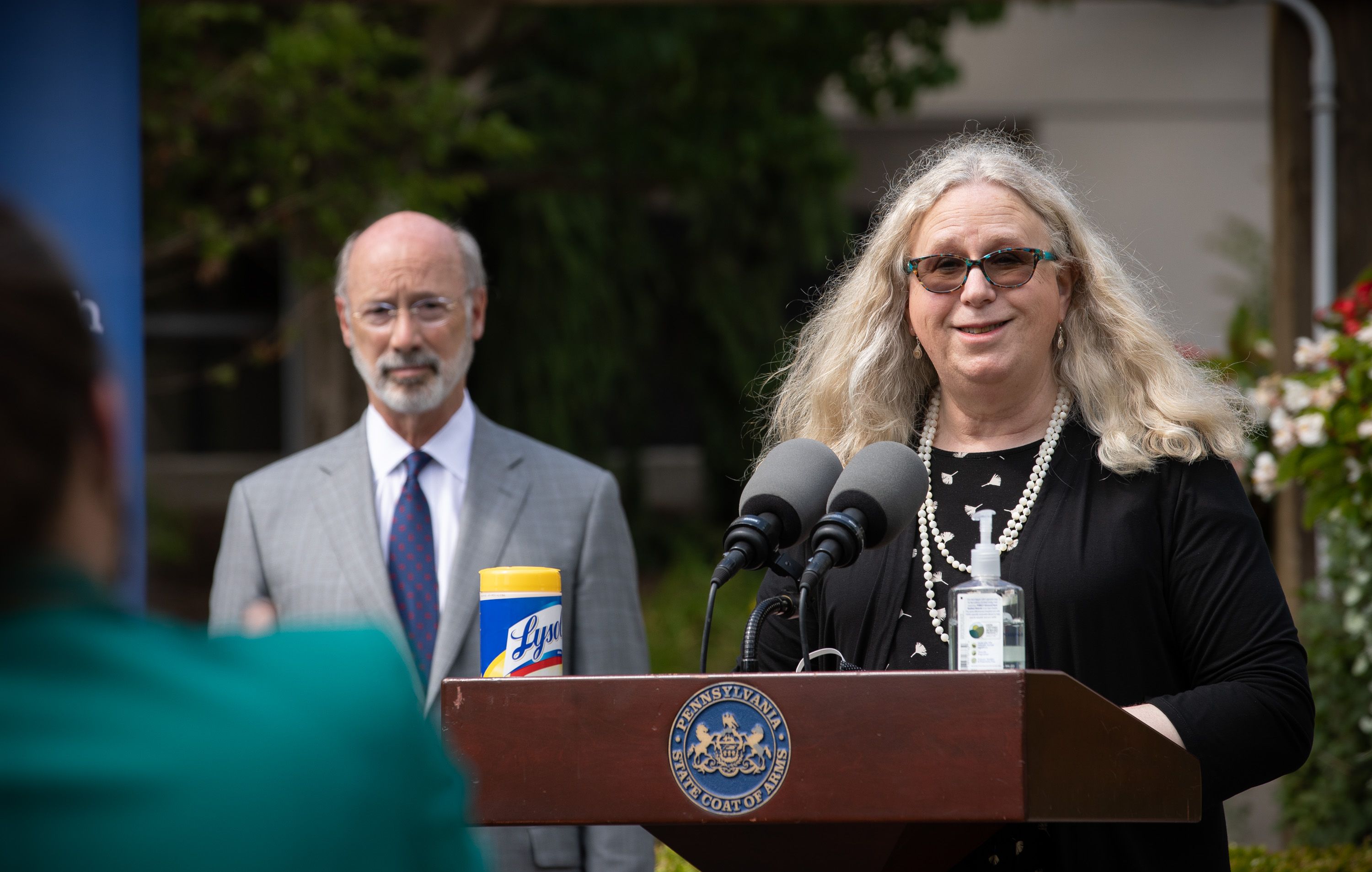
Levine comunica le misure COVID-19 al governatore Tom Wolf al Penn State Milton S. Hershey Medical Center nel giugno 2020

Nel luglio 2017, il governatore Wolf ha nominato Levine Segretario alla Salute, confermato all'unanimità dal Senato dello Stato della Pennsylvania.

### Risposta all'epidemia di COVID-19
Durante il 2020 e fino al 23 gennaio 2021, Levine ha guidato la risposta della salute pubblica al COVID-19 in Pennsylvania come segretaria di Stato alla salute. Ha lavorato a stretto contatto quotidianamente con il direttore della FEMA e ha condotto una conferenza stampa quotidiana. Insieme al governatore Tom Wolf, Levine ha affrontato le critiche di alcuni leader repubblicani sulla sua gestione della pandemia, in particolare per quanto riguarda i pazienti in casa di cura.

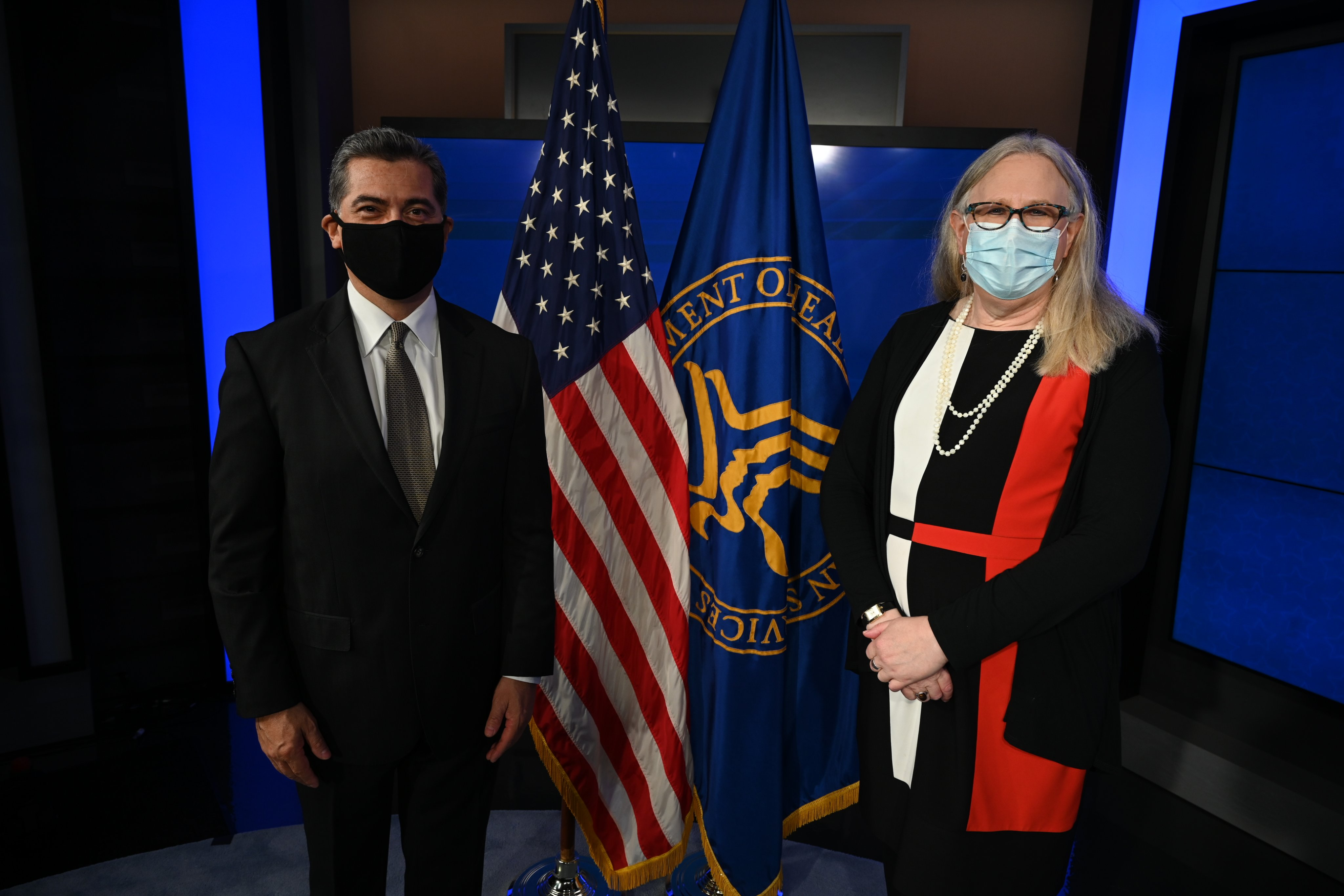
Levine con il segretario alla salute e ai servizi umani degli Stati Uniti Xavier Becerra dopo aver prestato giuramento come assistente segretaria per la salute, 27 marzo 2021

Il 18 marzo 2020, Levine ha ordinato alle case di cura della Pennsylvania di ammettere nuovi pazienti, compresi i pazienti stabili che si stavano riprendendo dal virus SARS-CoV-2 e che erano stati dimessi dall'ospedale. Levine è stata anche criticato per aver gestito in modo improprio la segnalazione dei dati COVID-19 e per aver affrontato insufficientemente i problemi di supervisione di lunga data nelle case di cura della Pennsylvania che sono stati esacerbati dalla pandemia. Levine ha dovuto affrontare un ulteriore esame nel maggio 2020, quando ha trasferito sua madre fuori da una casa di cura. Nel difendere il trasferimento, Levine ha detto: "Mia madre ha chiesto, e io e mia sorella, come figlie, abbiamo acconsentito a trasferirla in un altro luogo durante l'epidemia di COVID-19" e ha descritto sua madre come "più che competente per prendere decisioni". Questi problemi sono stati momentaneamente evidenziati dai legislatori repubblicani dopo che il presidente Biden ha nominato Levine per la carica di Segretario aggiunto per la salute degli Stati Uniti.

### Amministrazione Biden

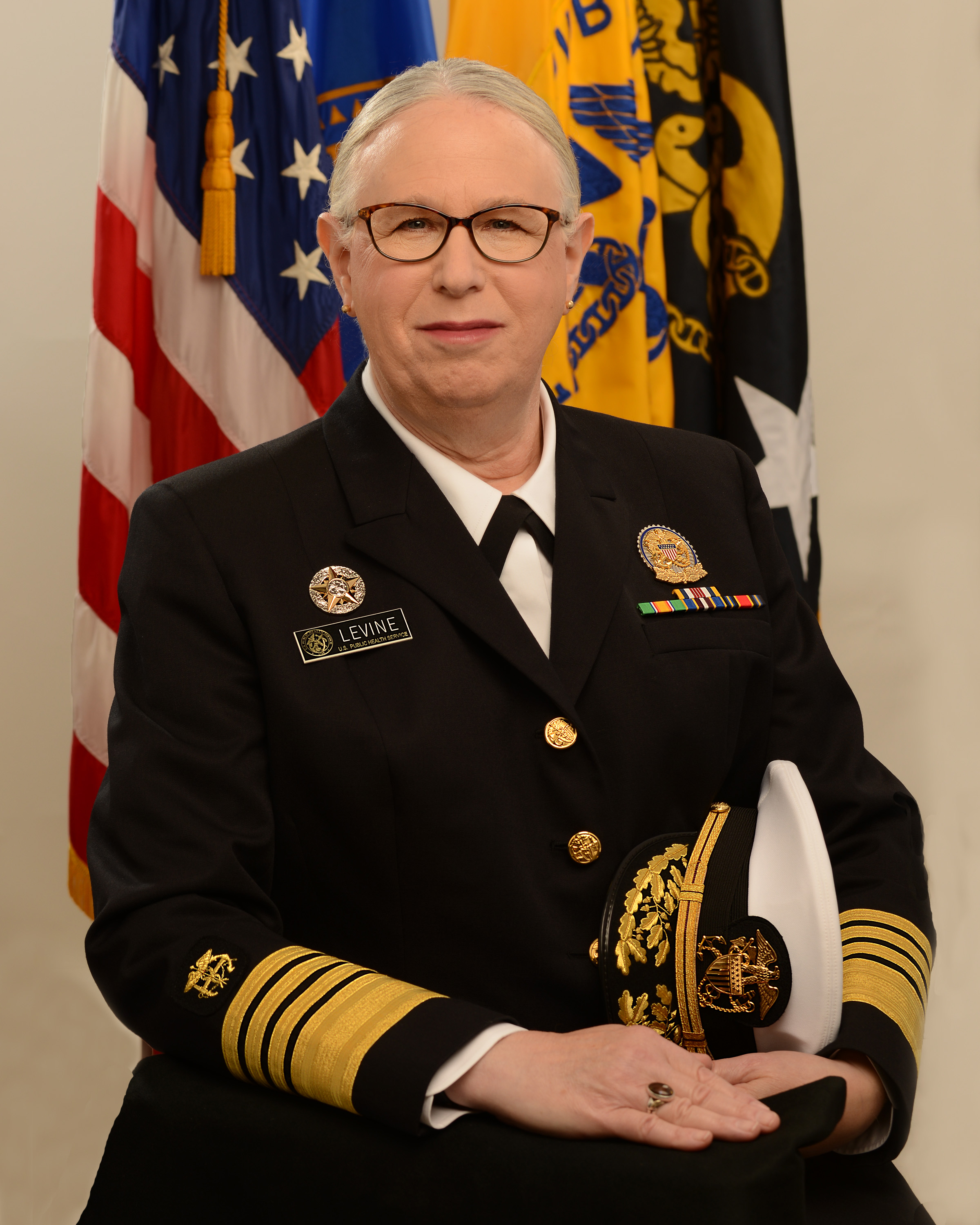
L'ammiraglio Rachel L. Levine nel 2021

Nel gennaio 2021 il presidente Joe Biden lo ha nominata assistente segretario per la salute degli Stati Uniti. La sua audizione di conferma con la commissione HELP del Senato si è svolta il 25 febbraio. Il 17 marzo, la commissione ha votato 13–9 per far avanzare la sua nomina per un voto completo al Senato. Il 24 marzo, il Senato ha votato 52–48, con due repubblicani che si sono uniti a tutti i membri del Caucus Democratico del Senato per confermare la sua nomina. Così è diventata il primo funzionario federale apertamente transgender nel governo statunitense.
Il 19 ottobre 2021 Levine è stata incaricata come ammiraglio a quattro stelle nel corpo commissionato dal servizio sanitario pubblico degli Stati Uniti, diventando il primo ufficiale a quattro stelle apertamente transgender in uno qualsiasi dei servizi in uniforme degli Stati Uniti.

### Disuguaglianze di salute LGBT+
Poco dopo la sua conferma, Levine ha detto a NBC News che i giovani LGBT+ sono al primo posto nella sua mente quando si tratta di affrontare le disparità di salute negli Stati Uniti. Ha citato il bullismo, il suicidio, le politiche discriminatorie e l'isolamento durante la pandemia di COVID-19 come problemi urgenti tra i giovani LGBT+. Levine ha anche espresso preoccupazione per l'esitazione al vaccino tra i giovani LGBT+ che hanno maggiori probabilità di provare sfiducia medica e meno propensi a cercare cure mediche. 

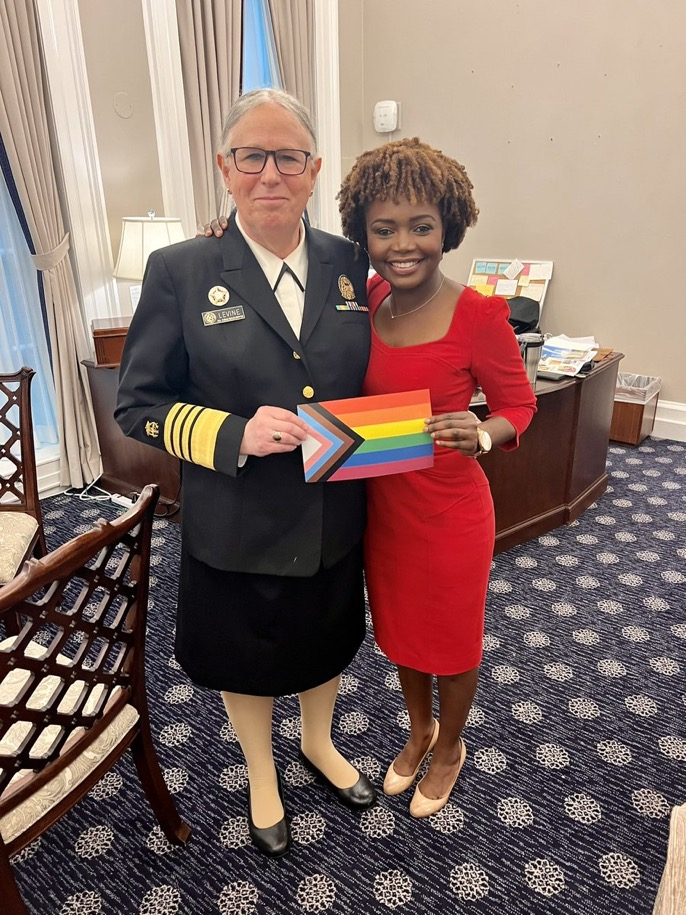
Levine e la segretaria stampa della Casa Bianca, Karine Jean-Pierre, con una bandiera del Pride nel 2022

Durante un discorso dell'aprile 2022 alla Texas Christian University, Levine ha criticato "leggi e azioni inquietanti - e francamente discriminatorie" che molti stati hanno implementato e che influenzano la vita dei giovani LGBT+. In un'intervista con NPR, ha citato una serie di politiche, tra cui il disegno di legge "Don't Say Gay" della Florida e la spinta del Texas a indagare sui genitori che forniscono cure che affermano il genere ai loro figli transgender. Sostenendo che tali politiche si basano sulla politica piuttosto che sulla salute pubblica, Levine ha incoraggiato le persone a contattare l'Ufficio per i diritti civili quando si sentono discriminate e ha promesso di fornire supporto a coloro che contattano il suo ufficio.

## Vita privata
Levine si è sposata nel 1988, durante il suo ultimo anno di medicina, con Martha Peaslee Levine. Hanno due figli. Divorziarono nel 2013 quando già da due anni, nel 2011, Levine aveva terminato la transizione di genere. È stata membro del consiglio di Equality Pennsylvania, un'organizzazione per i diritti LGBT.

## Onorificenze
Levine è stata nominata nel 2022 una delle donne dell'anno da USA Today, il riconoscimento dato alle donne che hanno avuto un impatto significativo.